# Линейка (экипаж)
Лине́йка, также лине́я, катки́  — старинный конный пассажирский экипаж с продольной перегородкой, в котором пассажиры сидят двумя рядами спиной друг к другу, боком к направлению движения.

## Технические особенности и характеристики
Линейка обычно была рассчитана на 6—8 пассажиров. Она имела 2 металлические оси с 4 колёсами с впрессованными в ступицы чугунными втулками. Плавность хода обеспечивали от двух до четырёх эллиптических или полуэллиптических рессор и от шести до восьми дрог, на которых размещалось сидение для пассажиров. Пассажиры защищались от летящей из-под колёс от грязи и пыли при помощи крыльев, соединённых между собой в подножку, а от осадков — при помощи крыши. Спереди и сзади устанавливались стенки, также служившие для защиты от пыли и грязи, боковые стенки отсутствовали.
В линейку впрягали от одной до трёх лошадей. Для соединения одноконной повозки с лошадью использовались оглобли с тяжами, для двух-трёх-конной — дышлом и вага с постромочными вальками.
Колёса оснащались металлическими, реже — резиновыми шинами. Передние колёса имели диаметр 540—630 мм, задние 720—900 мм. Колёса оснащались десятью деревянными спицами эллиптического сечения и деревянными ступицами. Для пароконных линеек была принята ширина колеи в 1250 мм, для одноконных — 1000 мм. Вес линейки составлял 220—230 кг, длина платформы — 2 м, ширина — 0,7—0,8 м, угол поворота передка — 90°, ширина дороги для кругового поворота — 3,8—4,0 м, высота от земли до платформы — 730—820 мм.
Помимо перевозки пассажиров, линейки могли иметь также и иное предназначение: перевозка пожарной команды (пожарная линейка), перевозка раненых в боевых условиях (лазаретная линейка) и т. д.

## История и этимология
Линейки появляются в России не позднее середины XVIII века. Слово впервые отмечено в Словаре Академии Российской в 1792 году.
Слово собственно русское. Образовано суффиксальным путем от существительного «лине́я» — устаревшей формы современного слова «линия» в значении «черта, узкая полоска». Экипаж, возможно, получил свое название из-за значительной длины (по сравнению с другими типами экипажей) или из-за перегородки, вдоль которой сидели пассажиры.
Также, поскольку линейка являлась прежде всего городским общественным транспортом России XIX века, возможно происхождение слова от слова «линия» в значении «маршрут».

## Линейки в Москве
Линейки стали первым рейсовым общественным транспортом в Москве. Первые маршруты линеек появились в городе в 1847 году, это были 4 радиальные и 1 диаметральный маршрут. Узловая конечная станция сперва располагалась на Красной площади, а затем была перенесена к Ильинским воротам. Противоположные конечные станции располагались в основном у застав Камер-Коллежского вала.
- Радиальные маршруты:

  Красная площадь — Смоленский рынок

  Красная площадь — Покровский мост

  Красная площадь — Рогожская застава

  Красная площадь — Крестовская застава
- Диаметральный маршрут:

  Калужские ворота — Тверская застава
В летнее время маршруты линеек продлевались до популярных загородных парковых и дачных районов: до Останкина, Сокольников, Серебряного Бора, Петровского парка. Зимой вместо линеек использовались «общественные сани» с полозьями.
К 1870 году в Москве имелось уже 10 маршрутов линеек, их обслуживали экипажи, принадлежавшие 22 владельцам. На Ильинской площади толпилось большое количество кучеров (до 70 человек) и лошадей (до 200). Медленность движения линеек и их ширина создавала пробки, тяжесть экипажей разбивала мостовые, по которым они передвигались. Всё это заставило власти города начать с 1870-х годов поиск альтернативных решений для городского пассажирского транспорта. Таким решением стала конка, первый маршрут которой появился в Москве в 1872 году, и которая постепенно пришла в Москве на смену линейкам, однако одна городская и две пригородные линии линеек просуществовали вплоть до Октябрьской революции 1917 года.